# من دم واحد
من دم واحد (بالإنجليزية: Of One Blood)‏ هي رواية للكاتبة بولين هوبكينز نُشرت في المجلة الأمريكية الملونة (بالإنجليزية: The Colored American Magazine)‏ من نوفمبر 1902 إلى نوفمبر 1903، خلال الفترة الأربع سنوات التي شغلت فيها هوبكينز منصب محررها. تتبع الرواية مغامرات روئيل، أمريكي من أصل مختلط، أثناء سفره إلى النوبة من أمريكا بحثًا عن الكنز. تستكشف الرواية قضايا الحب والهوية والصدمات النفسية والروحانية من منظور المجتمع الأفريقي الأمريكي.

## المحتوى
تدور الرواية حول شاب يدعى رويل، وهو طالب طب في جامعة هارفارد. يتنقل رويل بين عدة بلدان ويجد نفسه في رحلة تشمل العديد من الأنماط الأدبية والمفاهيم الثقافية مثل التصوف وثقافة هايتي.
تتناول الرواية قضايا العرق والهوية، حيث يكتشف رويل أصوله الأفريقية ويتعلم تقبل نفسه وتاريخه. يعيش رويل تجربة تغير حياته عندما يغادر الولايات المتحدة ويكتشف مدينة مخفية في أفريقيا تسمى "مدينة الملوك".
تستكشف الرواية مفاهيم مثل الحب والصدمة، وتتناول قصة حب بين رويل وديانث. كما تناقش الرواية الهستيريا والتشخيص الخاطئ الذي تعرضت له النساء ذوات الأصل الأفريقي.